# نامگذاری دارو
نامگذاری دارو (به انگلیسی: Drug nomenclature) به فرایند نام نهادنِ سیستماتیک داروها، به ویژه داروی تجویزی گفته می‌شود. در اکثر موارد، داروها دارای ۳ نوع نام هستند: نام‌های شیمیایی، که مهم‌ترین آنها نام آیوپک است، نام‌های عمومی یا غیر اختصاصی، که مهم‌ترین آن‌ها نام‌های غیر اختصاصی بین‌المللی (INNs) بوده، و نام‌های تجاری که برند هستند. تحت سیستم INN، نام‌های عمومی داروها از وند و ریشه‌هایی ساخته می‌شوند که داروها را به دسته‌های مفید طبقه‌بندی می‌کنند و در عین حال نام‌های مرتبط را متمایز نگه می‌دارند. دارویی که به بازار عرضه می‌شود ممکن است دارای کد شرکت یا کد ترکیب شیمیایی نیز باشد.

## تنظیم حقوقی
نام داروها اغلب مشمول مقررات قانونی، از جمله تأیید داروهای جدید (برای جلوگیری از اشتباه گرفتن با داروهای موجود) و نامِ روی بسته‌بندی برای ایجاد قوانین واضح در مورد تقلب‌ها و برچسب گذاری‌های تقلبی یا گمراه کننده است. دارونامه اغلب برای تعریف نام دارو (به علاوهٔ استانداردهای خلوص) برای اهداف نظارتی تعیین می‌شود.
سازمان جهانی بهداشت فهرست نام‌های غیر اختصاصی بین‌المللی را مدیریت می‌کند.
یک شرکت یا شخصی که یک دارو را تولید می‌کند می‌تواند برای یک نام ژنریک (غیر اختصاصی) از طریق دارونامه خود یا مستقیماً بر اساس برنامه WHO به INN درخواست دهد. به منظور به حداقل رساندن سردرگمی، بسیاری از نهادهای نامگذاری ملی سیاست‌های حفظ هماهنگی بین نام‌های ملی غیر اختصاصی و بین‌المللی غیر اختصاصی را در نظر دارند.

### در ایران
در ایران فرایند نامگذاری دارو بر اساس ۱۳ ضابطه طرح شده توسط وزارت بهداشت، درمان و آموزش پزشکی و سازمان غذا و دارو صورت می‌گیرد و نام دارو نبایستی با سایر اسامی فرآورده‌های ثبت شده در نظام دارویی ایران و سایر کشورها یکسان باشد و استفاده از نام ژنریک برای داروهای مجاز نمی‌باشد.
هماهنگی نام دارو با لیست داروهای WHO و فهرست رسمی داروهای ایران نیز در نام نهادن بر داروها اهمیت بالایی دارد.

### دیگر کشورها
اتحادیه اروپا این هماهنگی را برای همه کشورهای عضو اجباری کرده‌است و در ایالات متحده، توسعه دهندهٔ دارو برای در شورای نامگذاری ایالات متحده (USAN) درخواست می‌دهد و یک مذاکره کننده در شورای USAN از طرف توسعه دهنده برای INN درخواست می‌فرستد.

## نام شیمیایی
نام‌های شیمیایی علمی، بر اساس ساختار مولکولی دارو است. سیستم‌های مختلفی نامگذاری شیمیایی وجود دارد به همین علت ممکن است نام‌های شیمیایی مختلف برای هر یک از مواد شیمیایی مختلف نیز موجود باشد. مهم‌ترین نام، نام آیوپاک است. نام‌های شیمیایی معمولاً بسیار طولانی و پیچیده هستند و در اشاره به دارو در سخنرانی‌ها یا در اسناد پزشکی استفاده می‌شود. به عنوان مثال «۱- (ایزوپروپیلامینو) -۳- (۱-نفتیلوکسی) پروپان-2-OL» نام شیمیایی برای پروپرانولول است. گاهی، یک شرکت که در حال توسعه یک دارو است ممکن است دارو را به صورت یک کد شرکتی ارائه بدهد، که برای شناسایی دارو در زمانی توسعه مورد استفاده قرار می‌گیرد. به عنوان مثال، CDP870 کد شرکت UCB برای سرتولیزوماب پگول بود. UCB بعداً «کیمزیا» را به عنوان نام تجاری خود انتخاب کرد. بسیاری از این کدها، نه همه، پیشوند‌هایی دارند که مربوط به نام شرکت هستند.